# Henry Kelsey
Pour les articles homonymes, voir Kelsey.
Henry Kelsey (Greenwich, 1667 - Londres, 1724) est un explorateur et négociant en fourrures britannique.

## Biographie
Très tôt employé de la Compagnie de la Baie d'Hudson, au cours des années 1690-1692, il explore, en compagnie des Amérindiens Crees, la région du Manitoba et de la Saskatchewan jusqu'à la Baie d'Hudson pour le compte de la Compagnie de la Baie d'Hudson.
Il serait le premier européen à avoir arpenté la vallée de la Saskatchewan et les prairies canadiennes.
En 1694, il est obligé de quitter le fort York Factory, situé sur la Baie d'Hudson, car les troupes françaises viennent de le conquérir et le rebaptisent Fort Bourbon.
Il retourne en Angleterre en 1722 et meurt deux ans plus tard.